# قرطاط البحر الأفغواني

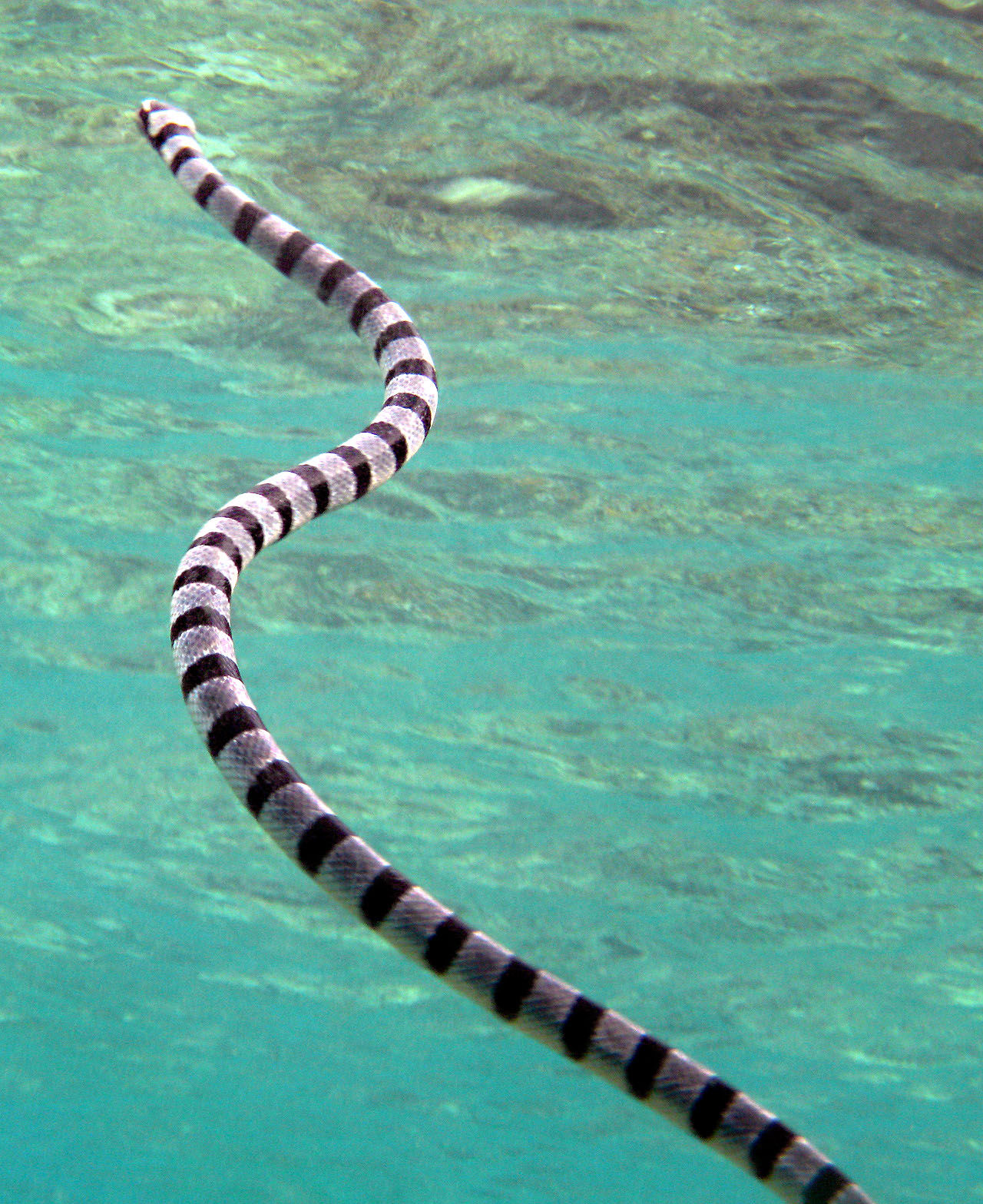

قرطاط البحر الأفغواني (بالإنجليزية: Laticauda colubrina)‏ هو نوع من أنواع الثعابين السامة التي تعيش في البحار الاستوائية ويوجد في المحيطين الهندي والهادئ.